# Günter Netzer
Günter Theodor Netzer (Mönchengladbach, Renania del Norte-Westfalia, Alemania Occidental, 14 de septiembre de 1944) es un exfutbolista alemán que también posee la ciudadanía suiza. Jugaba como mediocampista ofensivo, y es considerado como uno de los mejores pasadores en la historia del deporte. Conocido por su desempeño en el Borussia Mönchengladbach y el Real Madrid C. F., equipos donde brilló y logró sus mayores éxitos como futbolista. 
Netzer fue parte de la Selección Alemana que ganó la Copa Mundial de Fútbol de 1974 y la Eurocopa 1972, siendo fundamental en esta última. Su buen desempeño futbolístico lo llevó a ser el Futbolista Alemán del Año dos veces seguidas (1972 y 1973), además quedó  2° en la competición  por el Balón de Oro en 1972, siendo superado por su compatriota Franz Beckenbauer.
Dos años después de retirarse, en 1979, pasó a trabajar como gerente general del Hamburgo S.V., cargo en el que permaneció durante cuatro años. Actualmente es Director ejecutivo de la agencia suiza Infront Sports & Media AG.

## Trayectoria
Netzer jugó en el 1. FC Mönchengladbach desde la edad de ocho hasta los 19 años antes de cambiar al rival de ciudad, el Borussia Mönchengladbach en 1963. Hizo su debut contra el Rot-Weiß Oberhausen, y rápidamente se estableció como titular en el primer equipo, ayudando al club a lograr el ascenso a la Bundesliga en 1965.
Netzer jugó en el Borussia hasta 1973. En sus 230 partidos de liga, anotó 82 goles. Esa época vio una de las rivalidades más competitivas en la historia de la Bundesliga entre Borussia Mönchengladbach y Bayern Múnich. El equipo bavaro tenía a Franz Beckenbauer, Gerd Müller, Hans-Georg Schwarzenbeck, Paul Breitner y Sepp Maier de su lado, mientras que Mönchengladbach tenía a Berti Vogts, Herbert Wimmer, Jupp Heynckes y el propio Netzer. Cuando lograron sus primeros éxitos, la edad promedio de ambos equipos era de 21 años.
Con el Mönchengladbach ganó la Bundesliga en 1970 y 1971 (el primer club de la Bundesliga en ganar campeonatos consecutivos), y la DFB-Pokal en 1973. La final fue un famoso partido contra el 1. FC Köln en el que comenzó como un suplente y salió al terreno de juego durante el tiempo extra, por su propia cuenta, simplemente diciéndole al entrenador "voy a jugar ahora" mientras se quita el chándal. Luego pasó a marcar el gol ganador con sólo un segundo contacto con la pelota tres minutos después.
Cuando Johan Cruyff se unió al F. C. Barcelona en 1973, el Real Madrid C. F. necesitaba responder de igual modo. Entonces Santiago Bernabéu presidente del club blanco, lo fichó a él y Paul Breitner un año después. Netzer fue el primer jugador alemán del Real Madrid. Jugó en España hasta 1976, ganando la Liga en 1975 y 1976 y la Copa del Rey en 1974 y 1975.
Después de su estancia de tres años en la capital española, Netzer se unió al Grasshopper-Club Zürich, permaneciendo allí una temporada y donde terminaría su carrera en 1977.

## Estilo de juego
Netzer fue un creador de juego y es considerado uno de los mejores centrocampistas de todos los tiempos, ganando mucha atención con sus largos pases y empujones desde lo más profundo de su propia mitad del terreno de juego. Además de sus habilidades superiores con el balón, su autoridad natural lo convirtió en el líder indiscutible de su equipo. Como jugador del Borussia Mönchengladbach, disfrutó de mucha libertad de la gestión y del entrenador Hennes Weisweiler, incluso fuera del terreno de juego.

## Selección nacional

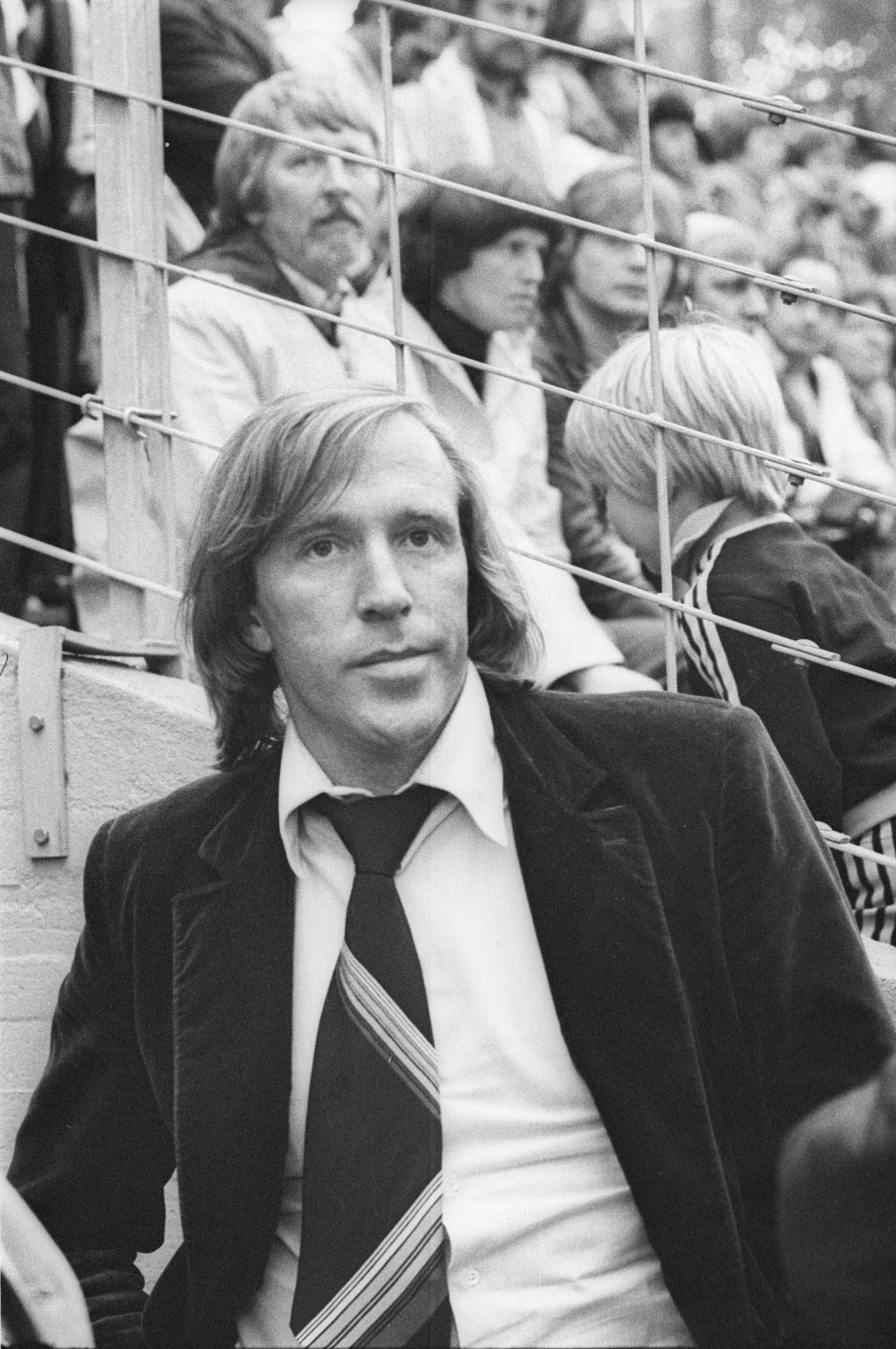
Netzer como gerente general del Hamburgo S.V. en 1979.

Fue internacional con la Alemania (Alemania Federal) en 37 ocasiones y marcó 6 goles. Netzer hizo su debut para el equipo nacional en octubre de 1965 en un amistoso contra Austria. En la Copa Mundial de Fútbol de 1974 disputada en Alemania y ganada por los anfitriones, Günter no tuvo un papel destacado y se habló de una posible lesión y de enfrentamientos con los jugadores alemanes que permanecían en Alemania (la columna vertebral de la selección era el F. C. Bayern Münich). En dicha cita mundialista Netzer apareció brevemente (durante 21 minutos contra Alemania del Este). En el torneo, Wolfgang Overath fue la figura central en el mediocampo de Alemania; Netzer, a pesar de ser amigo de Overath, consideró que la pareja no podía jugar junta. Netzer fue pieza clave en la conquista alemana de la Eurocopa 1972 disputada en Bélgica.
Un año después de finalizada la Copa Mundial de Fútbol de 1974, tras un lapso de 10 años en su selección (1965-1975), Netzer se retiró del equipo nacional.

### Participaciones en Copas del Mundo
| Mundial                        | Sede                | Resultado |
| ------------------------------ | ------------------- | --------- |
| Copa Mundial de Fútbol de 1974 | Alemania Occidental | Campeón   |

### Participaciones en Eurocopa
| Eurocopa      | Sede    | Resultado |
| ------------- | ------- | --------- |
| Eurocopa 1972 | Bélgica | Campeón   |

## Clubes
| Club                     | País     | Año         |
| ------------------------ | -------- | ----------- |
| Borussia Mönchengladbach | Alemania | 1963 - 1973 |
| Real Madrid C. F.        | España   | 1973 - 1976 |
| Grasshopper-Club Zürich  | Suiza    | 1976 - 1977 |

## Palmarés

### Campeonatos nacionales
| Título                     | Club                     | País     | Año         |
| -------------------------- | ------------------------ | -------- | ----------- |
| 1.Bundesliga               | Borussia Mönchengladbach | Alemania | 1969 - 1970 |
| 1.Bundesliga               | Borussia Mönchengladbach | Alemania | 1970 - 1971 |
| Copa de Alemania           | Borussia Mönchengladbach | Alemania | 1973        |
| Copa del Rey               | Real Madrid              | España   | 1973 - 1974 |
| Copa del Rey               | Real Madrid              | España   | 1974 - 1975 |
| Primera División de España | Real Madrid              | España   | 1974 - 1975 |
| Primera División de España | Real Madrid              | España   | 1975 - 1976 |

### Copas internacionales
| Título                 | Equipo            | Sede     | Año  |
| ---------------------- | ----------------- | -------- | ---- |
| Eurocopa               | Selección Alemana | Bélgica  | 1972 |
| Copa Mundial de Fútbol | Selección Alemana | Alemania | 1974 |

### Distinciones individuales
| Distinción                              | Año        |
| --------------------------------------- | ---------- |
| Equipo del Torneo de la Eurocopa        | 1972       |
| Balón de Plata                          | 1972       |
| Futbolista Alemán del Año               | 1972, 1973 |
| Los Mejores Jugadores del Siglo XX: #75 | 1999       |

## Empresario de medios y experto en fútbol

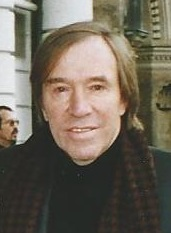
Netzer (2005)

Después del final de su carrera como jugador, Netzer fundó una agencia de publicidad en Zürich, Suiza, donde continúa viviendo. También se ocupa de los derechos televisivos y actualmente es director ejecutivo de la agencia suiza de gestión de los derechos deportivos Infront Sports & Media AG, una empresa asociada de la Federación Alemana de Fútbol.
Aparte de eso, Netzer trabajó como reportero y experto en fútbol en la televisión. Por su trabajo con el canal de televisión alemán ARD y el presentador Gerhard Delling, comentando sobre los juegos del equipo nacional alemán, ambos recibieron el prestigioso Premio Adolf Grimme en 2000. 
A pesar de sus frecuentes discusiones en la televisión, que han desarrollado en una especie de parodia icónica, Netzer y Delling son supuestamente amigos íntimos; después de todo, Netzer fue el mejor hombre de Delling en su boda en mayo de 2003.
Fueron las duras críticas del dúo a la mala actuación del equipo nacional alemán lo que desencadenó la famosa erupción de Rudi Völler el 6 de septiembre de 2003, inmediatamente después del partido internacional contra Selección de Islandia. El entonces Bundestrainer abordó a Netzer con abusos en una entrevista en vivo después del empate sin goles. Luego de la Copa Mundial de la FIFA 2010 en Sudáfrica, Netzer anunció que dejaría la ARD después de 13 años.